# 讪兰拉区
讪兰拉区，是泰国曼谷拍那空县的一个区，位于拉达那哥欣岛东部。讪兰拉意为“幸福子民”，亦是曼谷的传统街区之一，民间别称巴杜披（ประตูผี），意为“鬼门”。

## 历史
拉达那哥欣时代早期，讪兰拉是拉达那哥欣城一处城门的所在地。当时，运送死者尸体皆从本门通过前去金山寺火葬，因此这座城门得名巴杜披（ประตูผี，Pratu Phi），意为“鬼门”。为辟邪，本区被官府命名为讪兰拉，意为“幸福子民”。如今留存的防御工事是玛哈甘堡垒，周边自拉达那哥欣时代早期就已形成聚落，是曼谷古老及较具特色的街区。
如今讪兰拉区是曼谷旧城的餐饮中心之一，在这里可以找到泰式炒金邊粉、客家酿豆腐、菲律宾烧包等街头美食，亦能找到传统的邻里咖啡店。本区的著名食肆如：2017年米其林一星餐厅Jay Fai；炒粉店贴沙迈（Thipsamai）。
讪兰拉亦是暹罗最早产生押店的街区，起源于拉玛四世统治时期。
2018年，曼谷市政府希望在玛哈甘堡垒一带开辟公园，因此清拆住房，强制住民迁走。

## 交通
区内的同名路口讪兰拉路口是芒仑曼路和玛哈猜路（Nakhon Maha Chai）的交口，芒仑曼路自此向东通往邦巴沙都拍县的班巴区。
銮占路口（Ruan Cham）是区内一处丁字路口，为玛哈猜路和銮路（Nakhon Luang）交界，这里曾是曼谷特殊城市监狱的所在地，1889年由拉玛五世下令修建。1987年，泰国狱政厅将之迁至乍都节县的空本监狱，这里改建为龙玛尼那公园，以举办1992年的诗丽吉王后五十寿辰庆典。部分监狱建筑改为曼谷狱政博物馆。
周边及区内的著名目的地包括：
- 韆鞦棚
- 曼谷市政府（英语：Bangkok Metropolitan Administration）
- 波罗僧庙
- 善見寺
- 玛哈甘堡垒（英语：Mahakan Fort）
- 拉差那达兰寺
- 贴提达兰寺（英语：Wat Thepthidaram）
- 金山寺
- 攀法利叻桥（英语：Phan Fa Lilat Bridge）
- 巴差提朴国王博物馆（英语：King Prajadhipok Museum）
- 讪兰拉警局
- 龙玛尼那公园（英语：Rommaninat Park）
- 曼谷狱政博物馆（英语：Bangkok Corrections Museum）
- 本差玛拉差莱学校（英语：Benjamarachalai School）

## 图册

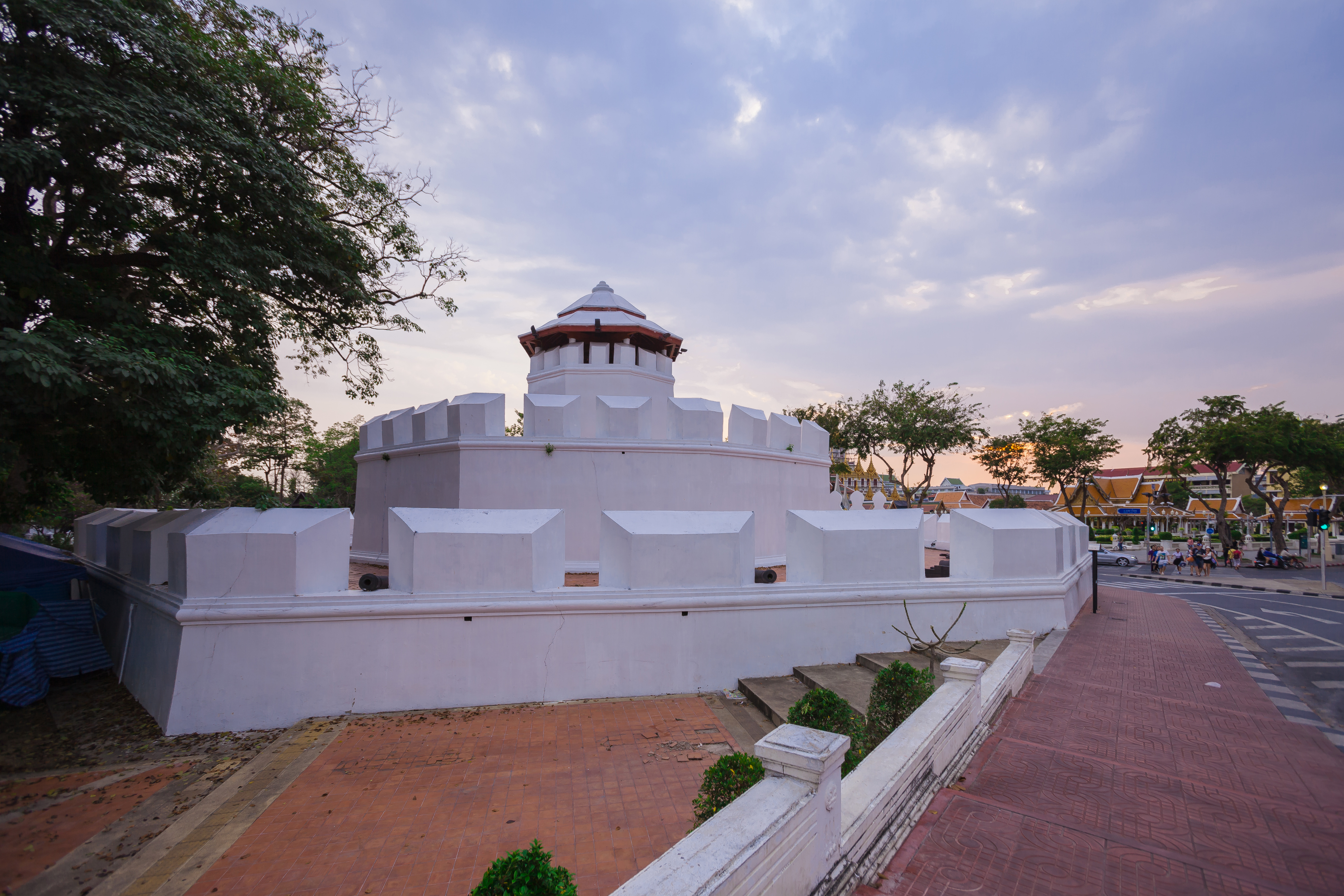
玛哈甘堡垒（英语：Fort Mahakan）（行政上位于北边的波稳尼威区）
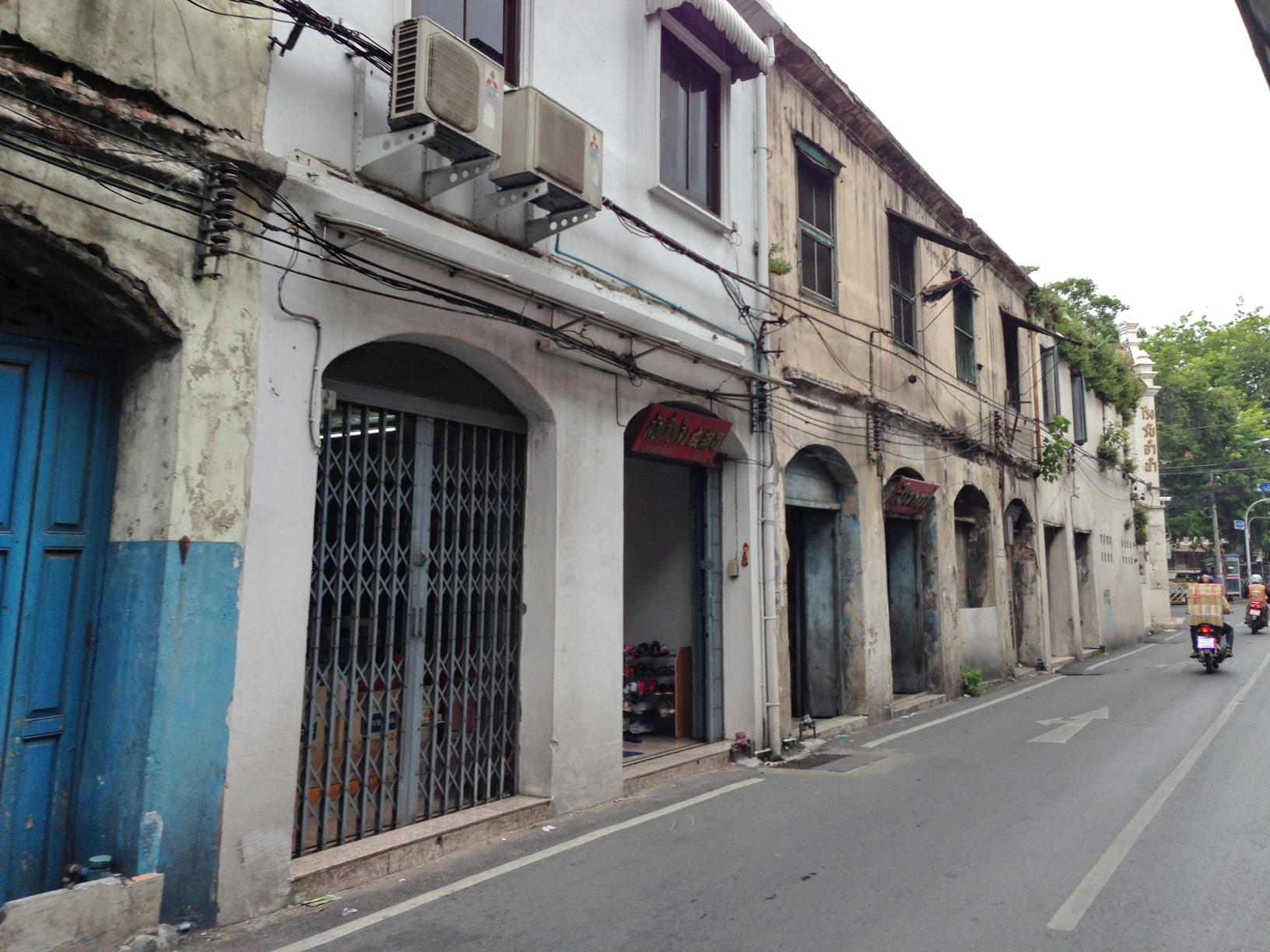
芒仑曼路的店屋，前方是讪兰拉路口
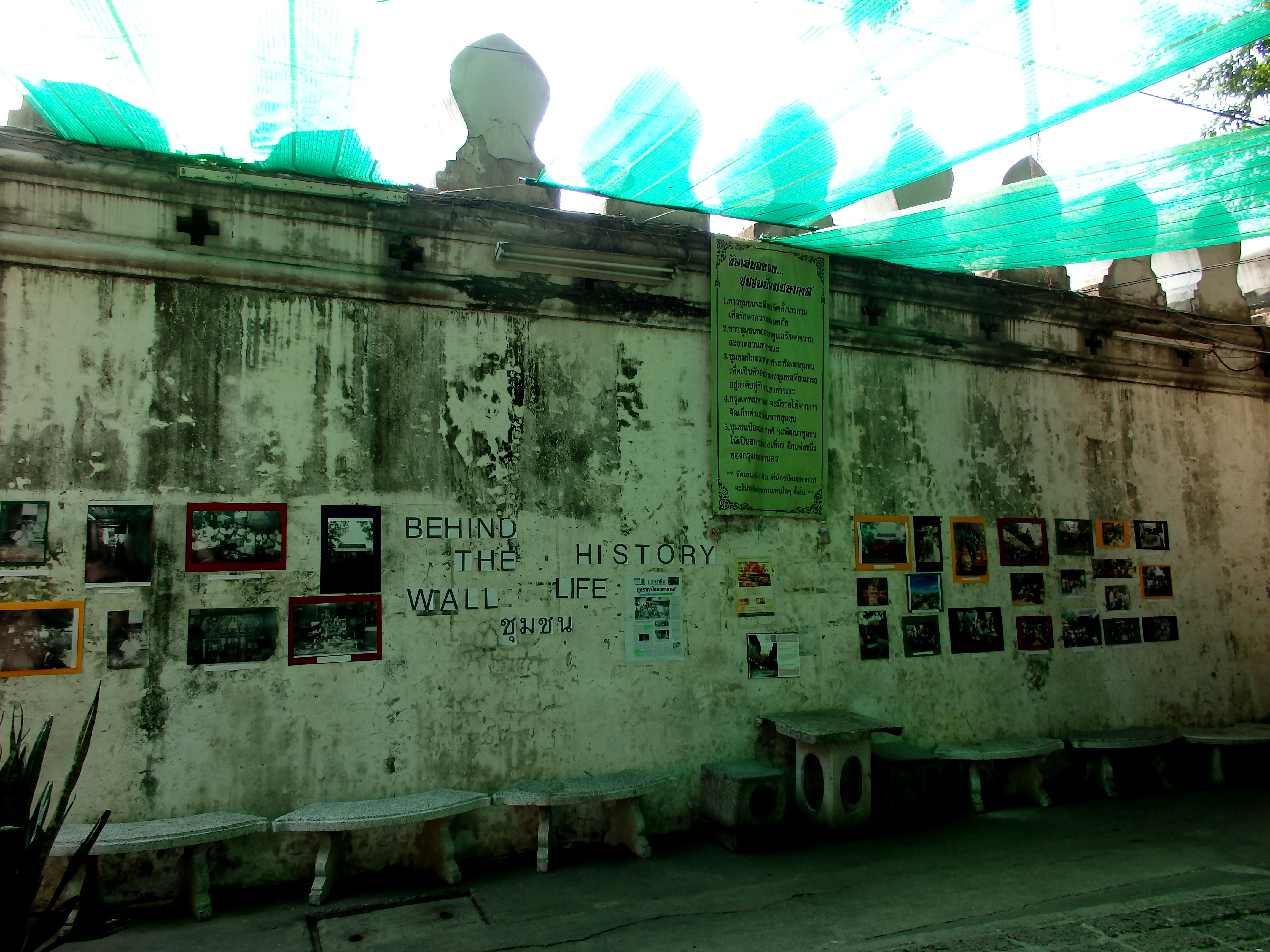
玛哈甘堡垒社区
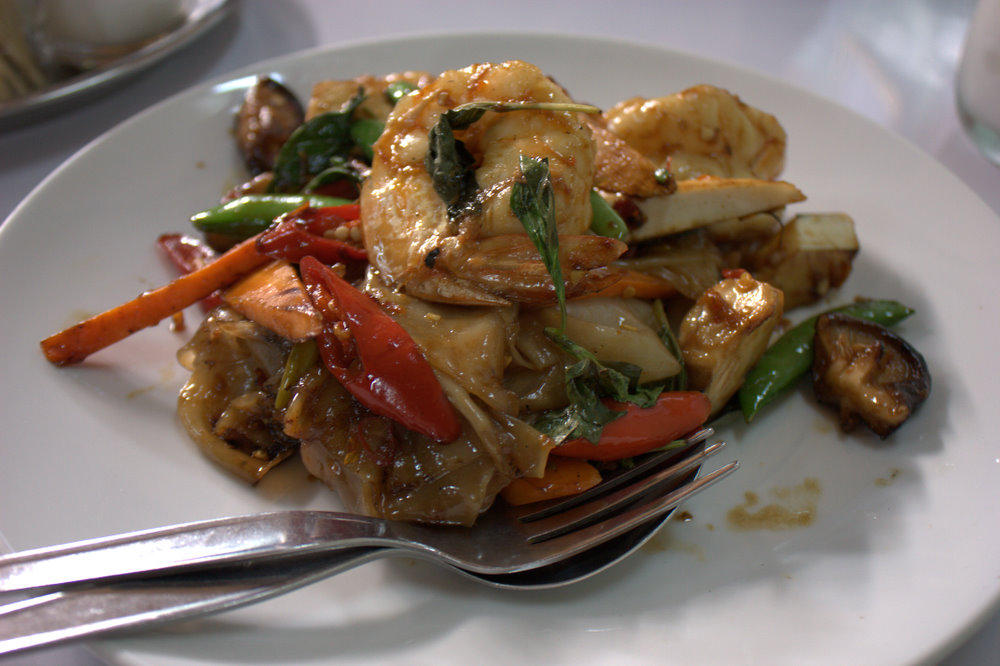
Jay Fai（英语：Jay Fai）售卖的泰式炒宽粉
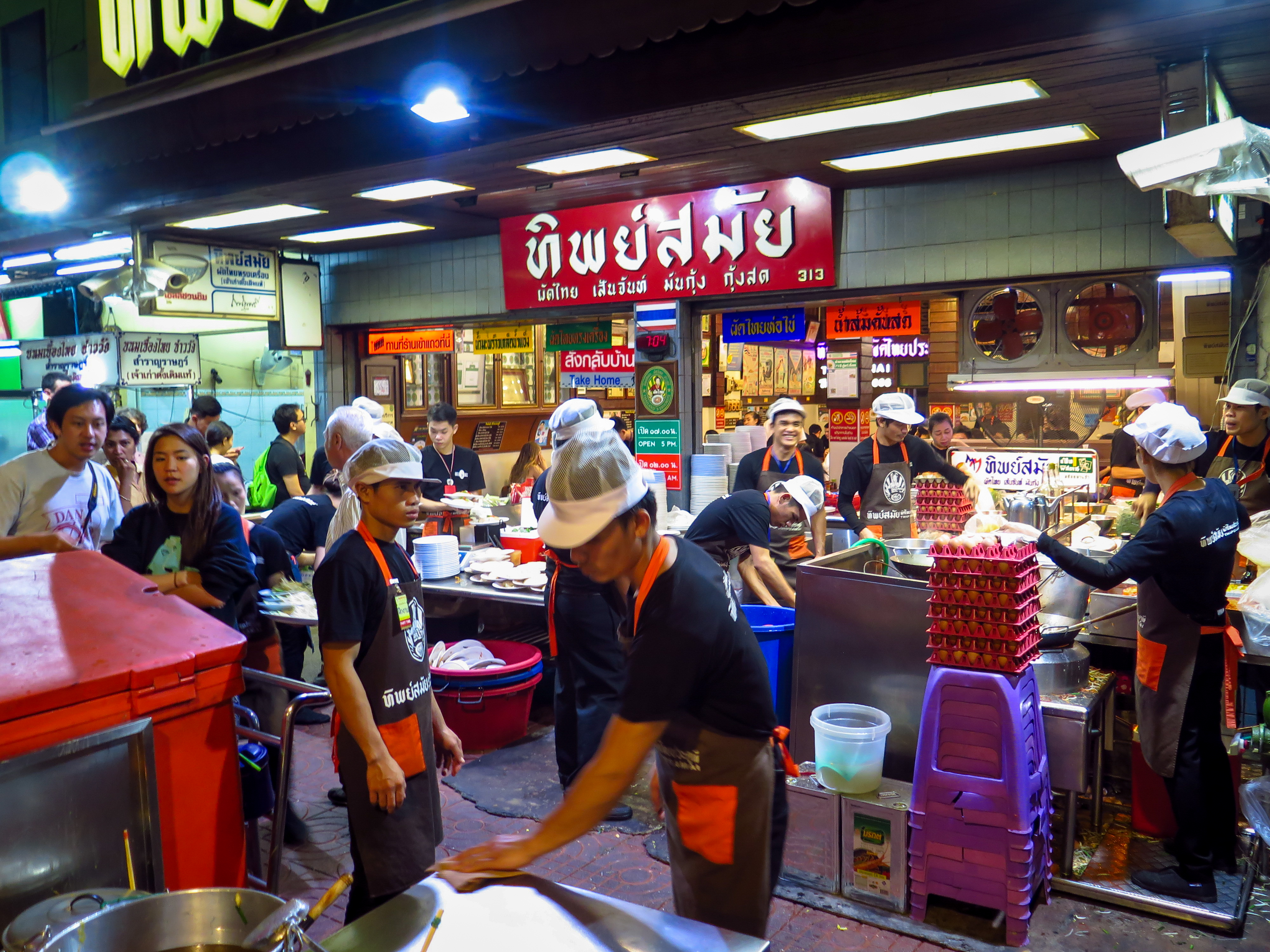
贴沙迈（Thipsamai）炒粉店
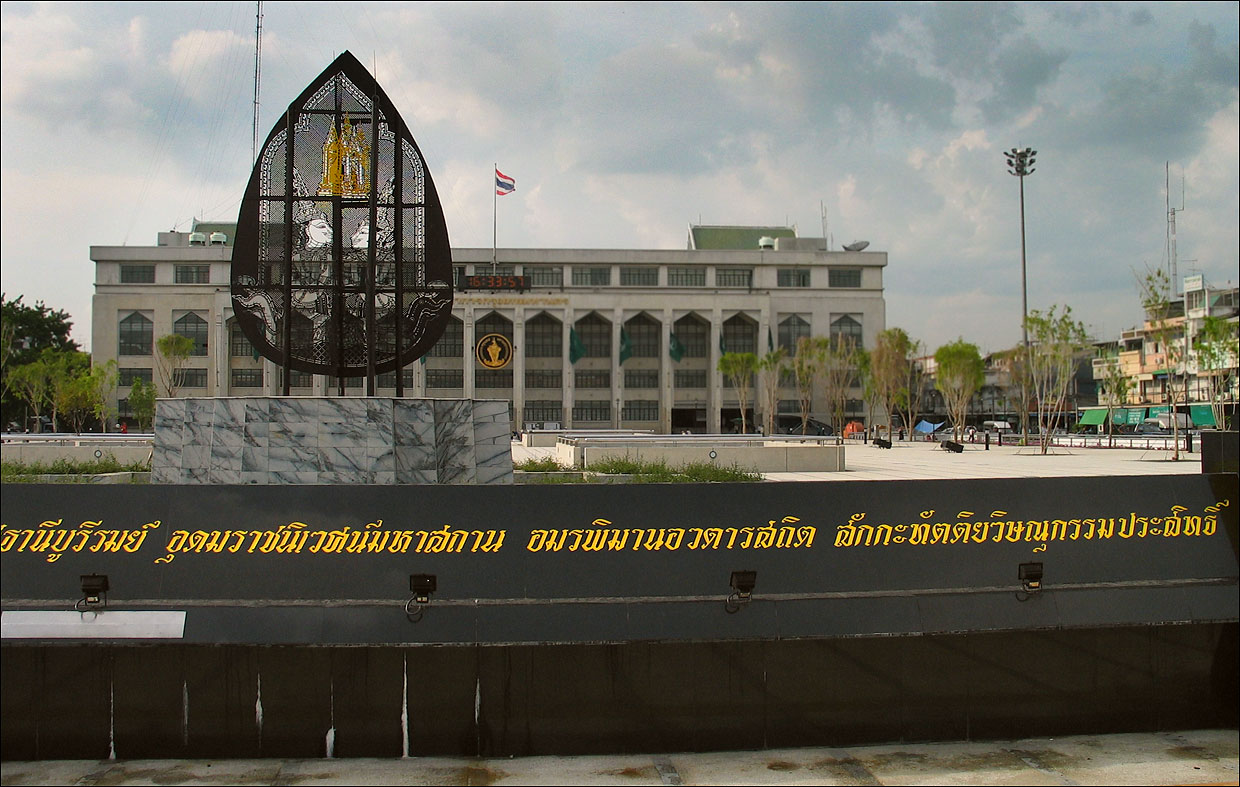
曼谷市政府（英语：Bangkok Metropolitan Administration）
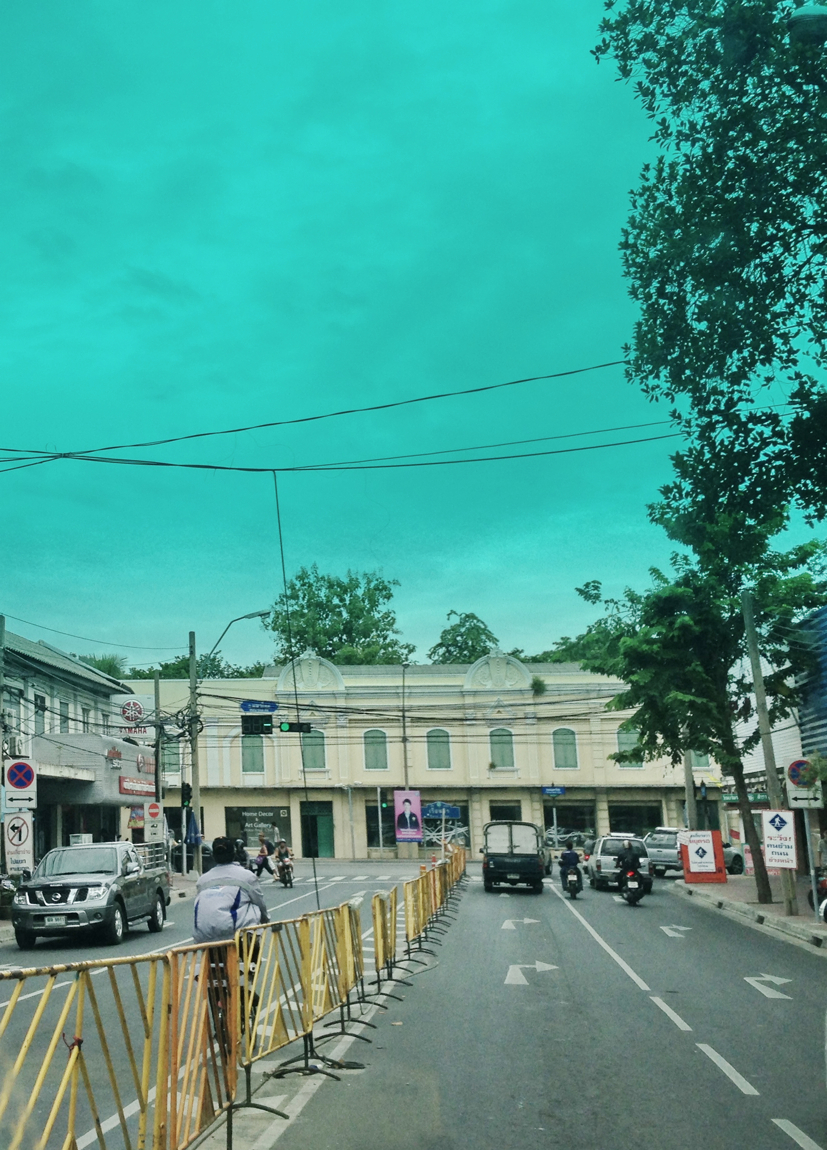
銮占路口